# カウントダウン3・2・1!!!
『カウントダウン3・2・1!!!』（カウントダウンスリーツーワン）は、2016年10月1日から2018年3月17日まで東海ラジオで放送されていたラジオ番組である。
ホームページやラジオ欄では出演者の冠が付けられ、2016年10月1日から2017年9月30日までは『SKE48♡ねねの!カウントダウン3・2・1!!!』として放送され、2017年10月7日から2018年3月17日までは番組リニューアル（出演者交代）に伴い『井田・なかしの!カウントダウン3・2・1!!!』に改題された。

## 概要
生放送で音楽をメインとしたバラエティー番組である。TSUTAYAランキングをベースにした、東海ラジオ独自のランキングをカウントダウン形式で30位から1位までを紹介している。

## 放送時間
プロ野球シーズンオフ期間（年度下半期）
原則として毎週土曜 14:00 - 18:00
プロ野球シーズン期間中（年度上半期）
当日の『東海ラジオガッツナイター』で放送するカードにより、時間帯が異なる。
- デーゲーム中継の場合は17:00 - 19:00。ただし、デーゲームの試合終了時刻、または放送予定カードが予備カードを含めすべて中止になった場合もデーゲーム中継開始予定時間に合わせて適宜放送時間の拡大・縮小がなされる（デーゲームが早く終了・または中止した場合に繰り上げ放送となった場合でも17:00までは『ガッツナイタースペシャル』スタジオバージョン扱いとする）。
  - 後番組の「SKE48 1+1+は3じゃないよ!」が生放送を実施する場合はクロストークを行うことがある。

- ナイター中継の場合は13:55 - 17:00。（ナイター時間帯のスポンサード番組の繰り上げ処置などを取る関係で短縮放送の場合あり。）

## 出演者

### 2016年10月 - 2017年9月
パーソナリティ
- SKE48（基本毎回メンバーのうち1名が出演。）
- ねね

レポーター
- 井田勝也（東海ラジオアナウンサー）

#### SKE48の出演メンバー
| 2016年 | 2016年      | 2016年       | 2016年       | 2016年       | 2016年       |
| 月     | 1週目       | 2週目        | 3週目        | 4週目        | 5週目        |
| ------ | ----------- | ------------ | ------------ | ------------ | ------------ |
| 10月   | 1日：第1回  | 8日：第2回   | 15日：第3回  | 22日：第4回  | 29日：第5回  |
| 10月   | 矢方美紀    | 古畑奈和     | 石田安奈     | 大場美奈     | 木本花音     |
| 11月   | 5日：第6回  | 12日：第7回  | 19日：第8回  | 26日：第9回  | -            |
| 11月   | 矢方美紀    | 木本花音     | 木本花音     | 石田安奈     | -            |
| 12月   | 3日：第10回 | 10日：第11回 | 17日：第12回 | 24日：第13回 | 31日：第14回 |
| 12月   | 矢方美紀    | 大場美奈     | 斉藤真木子   | 石田安奈     | 矢方美紀     |
|        |             |              |              |              |              |

| 2017年            | 2017年      | 2017年       | 2017年       | 2017年         | 2017年          |
| 月                | 1週目       | 2週目        | 3週目        | 4週目          | 5週目           |
| ----------------- | ----------- | ------------ | ------------ | -------------- | --------------- |
| 1月               | 7日：第15回 | 14日：第16回 | 21日：第17回 | 28日：第18回   | -               |
| 1月               | 石田安奈    | 木本花音     | 荒井優希     | 矢方美紀       | -               |
| 2月               | 4日：第19回 | 11日：第20回 | 18日：第21回 | 25日：第22回   | -               |
| 2月               | 石田安奈    | 荒井優希     | 荒井優希     | 矢方美紀       | -               |
| 3月               | 4日：第23回 | 11日：第24回 | 18日：第25回 | 25日：放送休止 | -               |
| 3月               | 木本花音    | 内山命       | 木本花音     | -              | -               |
| 4月               | 1日：第26回 | 8日：第27回  | 15日：第28回 | 22日：第29回   | 29日：第30回    |
| 4月               | 大場美奈    | 石田安奈     | 荒井優希     | 荒井優希       | 松本慈子        |
| 5月               | 6日：第31回 | 13日：第32回 | 20日：第33回 | 27日：第34回   | -               |
| 5月               | 日高優月    | 荒井優希     | 荒井優希     | 石田安奈       | -               |
| 6月               | 3日：第35回 | 10日：第36回 | 17日：第37回 | 24日：第38回   | -               |
| 6月               | 松本慈子    | 髙畑結希     | 後藤理沙子   | 斉藤真木子     | -               |
| 7月               | 1日：第39回 | 8日：第40回  | 15日：第41回 | 22日：第42回   | 29日：第43回    |
| 7月               | 松本慈子    | 竹内彩姫     | 斉藤真木子   | 大矢真那       | 青木詩織        |
| 8月               | 5日：第44回 | 12日：第45回 | 19日：第46回 | 26日：第47回   | -               |
| 8月               | 青木詩織    | 青木詩織     | 松本慈子     | 斉藤真木子     | -               |
| 9月               | 2日：第48回 | 9日：第49回  | 16日：第50回 | 23日：第51回   | 30日：第52回    |
| 9月               | 松本慈子    | 髙畑結希     | 松本慈子     | 松村香織       | [ * 5 ] [ * 6 ] |
| 1. 2. 3. 4. 5. 6. |             |              |              |                |                 |

### 2017年10月 -
パーソナリティ
- 井田勝也（東海ラジオアナウンサー）
- なかし（お笑いタレント：スペードの3）

## 主なコーナー

### SKE48・ねね MC時
みんなで作ろうランキング!!
毎回テーマを決め、リスナーのメールを集計してそのテーマのランキングを作成する。
井田レポ
コーナー名は『井田アナウンサーからのレポート』の略。井田が東海3県のいろいろな場所から生中継をするコーナー。なお、生中継中は黄色の全身タイツを着ている。
SKE48とねねのぶっちゃけクリニック!
お電話早がけの生電話コーナー。リスナーの最近ショックだったことやお悩みに、クリニックの先生であるSKE48メンバーと、新米ナースのねねっち（ねね）が“処方箋”である甘いお薬（優しい一言）、苦いお薬（きびしい一言）を出してくれる。

### 井田・なかし MC時
オープニング
井田の「チャックは無いけど生きてるゆるキャラ」というキャッチフレーズと、なかしの替え歌の自己紹介が定番となっている。
カウントダウン3・2・1!!!調査
毎週異なるテーマを設けて、10択前後の候補の中からリスナーによる投票をもとにオリジナルランキングを作る。前回放送でのテーマ発表直後のリスナーのメッセージから緊急で候補が増えることもある。ちなみに、初回のテーマは「すきなおにぎりの具」だった。
電話参加型クイズ 東海地方 High or Low!!
井田が東海地方に関するクイズを出題。他の物が問題の物より多い（High）か少ない（Low）かを電話でリスナーが答えるコーナー。主にランキングの順位が他のものより上か下か、ベスト3(5,10)に入っているか、という問題が多い。
替え歌 大喜利カラオケ
番組冒頭で発表される曲のサビの部分の替え歌を募集する。